# Umanenlawalu
Umanenlawalu is een bestuurslaag in het regentschap Belu van de provincie Oost-Nusa Tenggara, Indonesië. Umanenlawalu telt 2177 inwoners (volkstelling 2010).